# Wilhelm Brake
Wilhelm Brake – zbrodniarz hitlerowski, członek załogi obozu koncentracyjnego Neuengamme i SS-Unterscharführer.

## Życiorys
W czasie II wojny światowej pełnił służbę w Neuengamme (KL) jako kierownik komanda więźniarskiego zajmującego się paleniem zwłok pomordowanych ofiar obozu. Był odpowiedzialny między innymi za kremację w kwietniu 1945 ciał dzieci zamordowanych w związku eksperymentami medycznymi przeprowadzanymi przez lekarza SS Kurta Heissmeyera. Po zakończeniu wojny Brake stanął, wraz z innymi uczestnikami zbrodni Ewaldem Jauchem i Johannem Frahmem, przed brytyjskim Trybunałem Wojskowym w Hamburgu w trzecim procesie załogi Neuengamme. Skazano go na 5 lat pozbawienia wolności.